# Colluricincla
Colluricincla – rodzaj ptaków z rodziny fletówek (Pachycephalidae).

## Zasięg występowania
Rodzaj obejmuje gatunki występujące w Australii, na Nowej Gwinei i sąsiednich wyspach.

## Morfologia
Długość ciała 16–26 cm; masa ciała 33–74 g.

## Systematyka
Rodzaj zdefiniowali w 1827 roku brytyjscy zoolodzy (Irlandczyk Nicholas Aylward Vigors i Anglik Thomas Horsfield) w artykule poświęconym australijskim ptakom ze zbiorów Towarzystwa Linneuszowskiego opublikowanym w czasopiśmie Transactions of the Linnean Society of London. Gatunkiem typowym jest (oznaczenie monotypowe) fletnik szary (C. harmonica).

### Etymologia
- Colluricincla (Colluriocincla, Collyriocincla, Collyriocichla): rodzaj Collurio Rafinesque, 1815 (dzierzba); łac. cinclus ‘drozd’, od gr. κιγκλος kinklos ‘niezidentyfikowany, brzegowy ptak’[18].
- Collurisoma (Colurisoma): gr. κολλυριων kolluriōn ‘ptak wielkości drozda’ wspomniany przez Arystotelesa i Hezychiusza, dalej nie zidentyfikowany, ale w naukach ornitologicznych uważany za dzierzbę; σωμα sōma, σωματος sōmatos ‘ciało’[19].
- Myiolestes: gr. μυια muia, μυιας muias ‘mucha’; λη̣στης lēistēs ‘złodziej, rabuś’, od λῃστευω lēisteuō ‘kraść’[20]. Gatunek typowy: Bonaparte wymienił kilka gatunków – Muscicapa megarhyncha Quoy & Gaimard, 1830, Myiolestes (Napothera) pyrrhonota Bonaparte, 1850 (= Trichixos pyrropyga Lesson, 1839) i Myiolestes pulverulentus Bonaparte, 1850 – z których gatunkiem typowym jest (późniejsze oznaczenie) Muscicapa megarhyncha Quoy & Gaimard, 1830[21].
- Pnigocichla: gr. πνιγος pnigos ‘dławienie się’, od πνιγω pnigō ‘dusić’ (tj. dzierzba); κιχκη kikhlē ‘drozd’[22].
- Myiophila: gr. μυια muia, μυιας muias ‘mucha’; φιλος philos ‘miłośnik’[23]. Gatunek typowy (oznaczenie monotypowe): Muscicapa megarhyncha Quoy & Gaimard, 1830.
- Bowyeria: kpt. Thomas Henry Bowyer-Bower (1862–1886), angielski ornitolog, kolekcjoner australijskiej fauny[24]. Gatunek typowy (oryginalne oznaczenie): Collyriocincla boweri E.P. Ramsay, 1885.
- Caleya: George Caley (1770–1829), angielski botanik, wczesny badacz Australii w latach 1800–1810[25]. Gatunek typowy (oryginalne oznaczenie): Colluricincla rufogaster[g] Gould, 1845.
- Conigravea: Charles Price Conigrave (1882–1961), australijski zoolog[26]. Gatunek typowy (oryginalne oznaczenie): Colluricincla parvula conigravi Mathews, 1912 (= Muscicapa megarhyncha Quoy & Gaimard, 1830).
- Alphacincla: gr. αλφα alpha ‘pierwszy’; rodzaj Colluricincla Vigors & Horsfield, 1827[27]. Gatunek typowy (oryginalne oznaczenie): Colluricincla woodwardi E. Hartert, 1905.
- Umbrixos: łac. umbra ‘cień, widmo’; rodzaj Ixos Temminck, 1825 (szczeciak)[28]. Gatunek typowy (oryginalne oznaczenie): Pachycephala tenebrosa Rothschild, 1911.

### Podział systematyczny
Do rodzaju należą następujące gatunki:
- Colluricincla boweri E.P. Ramsay, 1885 – fletnik rdzawobrzuchy
- Colluricincla woodwardi E.P. Ramsay, 1885 – fletnik skalny
- Colluricincla harmonica (Latham, 1801) – fletnik szary
- Colluricincla tenebrosa (Rothschild, 1911) – fletnik siwy
- Colluricincla fortis (Gadow, 1883) – fletnik szarogłowy
- Colluricincla affinis (G.R. Gray, 1862) – fletnik oliwkowy
- Colluricincla obscura (A.B. Meyer, 1874) – fletnik zatokowy
- Colluricincla tappenbecki Reichenow, 1899 – fletnik szarogardły
- Colluricincla megarhyncha (Quoy & Gaimard, 1830) – fletnik zmienny
- Colluricincla discolor De Vis, 1890 – fletnik brązowogłowy
- Colluricincla rufogaster Gould, 1845 – fletnik australijski